# Старт (стадіон, Київ)
«Старт» — футбольний стадіон у Шевченківському районі Києва розташований на вулиці Шолуденка, 26-28/4.
Стадіон був побудований наприкінці 1930-х років як стадіон оборонного заводу № 304 (також — завод імені Петровського), і, оскільки завод відносився до оптико-механічної галузі, стадіон отримав назву «Зеніт». Після війни стадіон називався «Авангард», а в 1981 році його перейменували в «Старт» — на честь футбольної команди «Старт», яка 9 серпня 1942 року зіграла на цьому стадіоні проти німецької команди «Flakelf» в так званому «матчі смерті».

## Боротьба проти забудови
«Старт» — громадська ініціатива створена в лютому 2014 року для відстоювання від знищення і забудови історично-культурної пам'ятки, стадіону-парку "Старт". Повернення його у власність громади. Формування на його основі доступного для всіх екологічного, культурно-спортивного та соціального публічного простору. Позбавленого комерціалізації громадського хабу, де всі мають можливість самореалізації, відпочинку та розвитку.

### Діяльність
Ініціатива проводить громадські слухання, заходи з прибирання та впорядкування простору. Наповнення його культурним, спортивним та соціально-відповідальним контентом. Добилася прийняття столичними властями історичного рішення про відмову в забудові фірмою «Голден Хаус» території стадіону-парку багатоповерховим торговельно-розважальним комплексом.

### Активісти
Засновники: Олег Шеленко та Анна Сарапіон, основою ініціативи стали активістки та активісти таких ініціатив як: «Варта в лікарні», «Збережи старий Київ», «Студентська асамблея», «Асамблея діячів культури», що мешкали в Шевченківському районі в околицях стадіону-парку "Старт". Ряд активістів, зокрема в рамках «Збережи старий Київ» задовго до створення ініціативи «Старт» займалися відстоюванням стадіону-парку.